# وليام كلارك (ملاكم)
وليام كلارك (بالإنجليزية: William Clark)‏ (8 أكتوبر 1899 – 21 مارس 1988) هو ملاكم أمريكي راحل، مثّل بلاده في الألعاب الأولمبية الصيفية 1920.

## روابط خارجية
وليام كلارك على موقع أوليمبيديا (الإنجليزية)